# Hénin-Beaumont
Hénin-Beaumont es una comuna francesa situada en el departamento de Pas-de-Calais, de la región de Alta Francia. Es el municipio más poblado de la mancomunidad de Hénin-Carvin que agrupa 14 municipios y 125.000 habitantes, siendo su sede y de allí el nombre de la mancomunidad.
El municipio resultó de la fusión de los municipios Hénin-Lietard y de Beaumont-en-Artois en 1971.

## Entorno geográfico

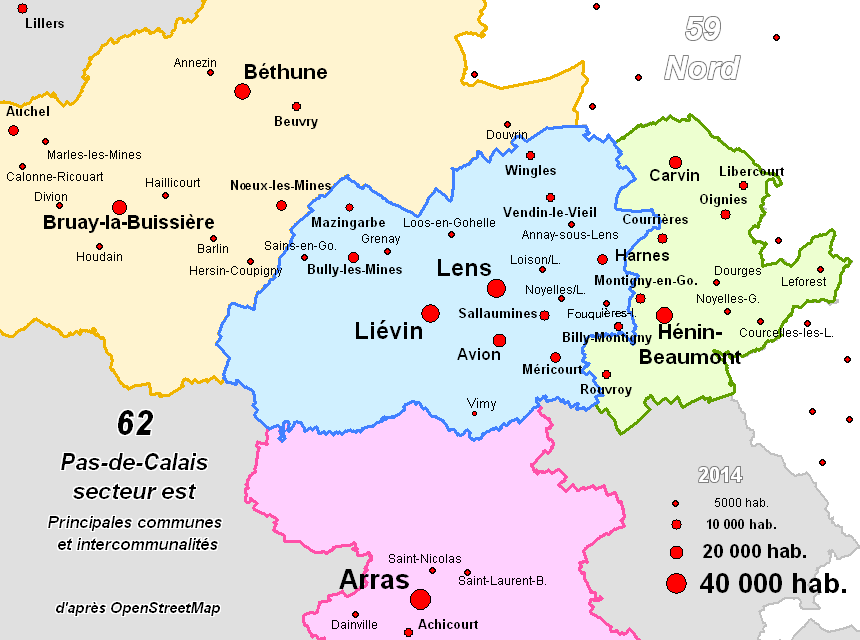
Sector Este (Béthune, Lens, Hénin-Beaumont).

### Ubicación
Hénin-Beaumont se sitúa en la región Norte-Paso de Calais, concretamente en Gohelle y como todos los municipios de la mancomunidad de Hénin-Carvin, la ciudad forma parte también de la cuenca minera del Norte-Paso de Calais. El municipio forma parte del SCOT (Esquema de Coherencia Territorial) de Lens-Liévin y de Hénin-Carvin. Además, las ciudades de Lille, Arras y Douai se sitúan a 30, 20 y 10 kilómetros respectivamente.
Los municipios limítrofes son Dourges, Noyelles-Godault, Courrières, Montigny-en-Gohelle, Rouvroy, Drocourt y Oignies pero resulta imposible ir directamente de esta última a Hénin-Beaumont en coche.

### Comunicaciones y transportes
La ciudad de Hénin-Beaumont está comunicada por la autopista A1, salida 16.1, construida el año 2003 para acceder directamente a las zonas industrial y comerciales próximas.
Por lo que se refiere a transportes públicos, la red de autobuses urbanos que está gestionada por Tadao (compañía de autobuses de las mancomunidades de Lens-Liévin, de Hénin-Carvin, de Artois y de Nœux) conecta Hénin-Beaumont con Lens/Liévin gracias a la línea especial denominada. Las líneas 14, 15, 17 y 18 parten del centro comercial Auchan Noyelles para terminar en la estación de ferrocarril de Lens, respectivamente por Harnes, por Méricourt, por Fouquières-lez-Lens y por Billy-Montigny, la 72 comunica Hénin-Beaumont y Carvin las dos mayores ciudades de la mancomunidad así como Leforest, la línea 73 comunica con Oignies/Libercourt, la 74 con Douai, la 75 con Rouvroy, la 118 y la 120 con Douai y la 134 comunica con Arras, capital del departamento.
La estación de ferrocarril sitúa a Hénin-Beaumont a una media hora de Lille, una hora 35 minutos de París, dos horas de Bruselas y gracias al Eurostar a 2 horas 18 minutos de Londres. El aeropuerto de Lesquin se encuentra a 22 km. La línea de alta velocidad Paris-Lille atraviesa el municipio pero no existe ninguna estación, por lo que se debe ir a la estación de ferrocarriles de Lille-Europe en Lille para coger un TGV (equivalente al AVE).

### Organización administrativa
La ciudad se divide en cuatro barrios:
- El barrio Noroeste

Este barrio está delimitado al noroeste por la autopista A21 (rocade minière), al sur por el boulevard Salvador-Allende y la calle del Mariscal Juin y finalmente la calle La Bruyère y el camino de Dourges al este.
- El barrio Este

Este barrio está delimitado al oeste por el camino de Dourges, las calles La Bruyère, de l'Industrie et Paul-Ber, el municipio de Drocourt al sur, et finalmente el barrio de la Peupleraie y el Bord-des-Eaux al este.
- El barrio Sur

Para este barrio, los límites son el bulevar del Mariscal Juin al norte, la calle Paul-Bert al este, y la carretera nacional RN 43 al oeste, es decir, los bulevares Salvador-Allende y Gabriel-Péri.
- Beaumont

Como su nombre indica, corresponde al antiguo pueblo de Beaumont-en-Artois.

## Historia

### Edad Antigua
El área que ocupa actualmente Hénin-Beaumont fue ocupada durante la Edad Antigua: excavaciones muestran la existencia de un próspero asentamiento galo. El siglo XIX se encontraron monedas en el límite de una zona pantanosa, que indican la presencia de colonos celtas y germano-belgas.
En 360, se construye una primera iglesia en el emplazamiento actual de la iglesia de San Martín. Hénin es definitivamente cristianizada en el siglo VII.

### Edad Media
En 880, los normandos invaden la ciudad.
La ciudad, que dependía del señorío de los condes de Liétard (que controlan la ciudad de 950 hasta el 1244), es saqueada e incendiada por las tropas imperiales en 1053. Isaac Liétard, el cuarto señor de Hénin ordena construir nuevas fortificaciones que se mantendrán durante tres siglos. En 1244, Balduino IV, el doce señor de Hénin vende la ciudad a Roberto I, conde de Artois.
La ciudad toma el nombre de Hénin-Liétard en el siglo XIV. Pero el nombre ha evolucionado mucho: desde los años 950/960, encontramos denominaciones como Hennium, Henninium o Heninium. El nombre tiene diversas variantes, a menudo muy semejantes, salvo St Martinus de Henain (siglo XII). En 1274 aparece por primera vez el nombre de Hanin-le-Liétard. Se añade Liétard en recuerdo del señor, bien como reconocimiento por los servicios rendidos a la ciudad por las fortificaciones, bien simplemente para distinguirla de Hénin-sur-Cojeul, situada a 30 kilómetros.
El origen de Liétard es por tanto seguro, pero el de Hénin lo es menos. En general se admite que Hénin provendría del latín hinniens (relinchando), lo que explicaría que el escudo de la ciudad sea un caballo galopando y que la mayor parte de las monedas galas encontradas tengan la representación de un caballo (algunos proponen la tesis de la existencia de un importante centro de cría de caballos en la antigüedad). Otros buscan el origen de Hénin en los orígenes de las poblaciones (celtas y germano-belgas). Así Hénin provendría de Hen-yn o Hen-oen, palabras celtas que significan viejo fresno. Existen otras teorías bastante estrafalarias.

### Edad Moderna
(Esta sección está vacía, sin demasiados datos o incompleta.)

### Edad Contemporánea
En 1852, el descubrimiento de hulla en la cuenca minera del Paso de Calais hace entrar a Hénin-Liétard en la modernidad. A partir de 1856, numerosos extranjeros se instalan en Hénin-Liétard para trabajar en las minas. La compañía de ferrocarriles del Norte construye una estación en Hénin-Liétard en 1859.

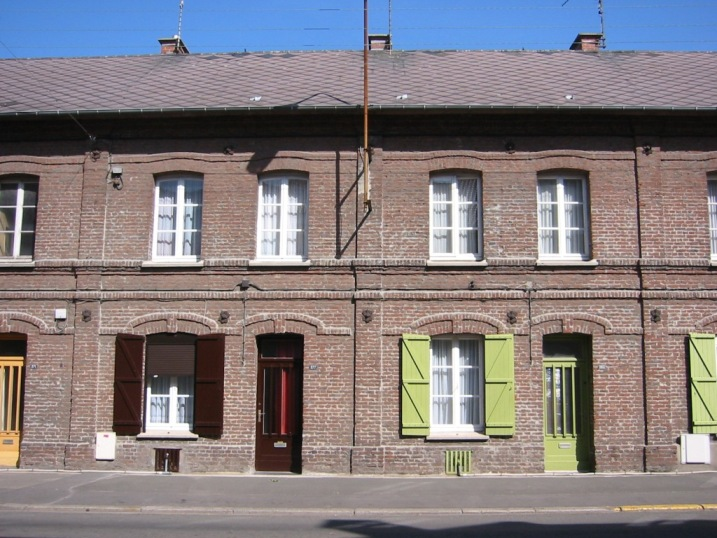
Casas de mineros.

Durante la guerra franco-prusiana de 1870, el alcalde de la época abandonó la ciudad. Paul Galland fue nombrado alcalde dadas las circunstancias y organizó la defensa de la ciudad frente a las tropas prusianas que se acercaban. Hizo de Hénin-Liétard la única ciudad que defendida por sus habitantes no fuese tomada por los prusianos. A final de la guerra dimitió, a pesar de que todo el mundo le pidió de mantenerse en el cargo. En 1888, año de su muerte, una gran multitud y un gran discurso despidieron a este hombre ilustre de la ciudad.
A principios del siglo XX, la ciudad se convierte en un bastión del sindicato Jeune syndicat del anarquista Benoît Broutchoux.
Los años 1914 - 1918, durante la ocupación alemana, son duros y destructores. La noche del 3 al 4 de octubre de 1914, las tropas ocupantes pillan y saquean el ayuntamiento. En abril de 1917, las tropas aliadas se ensañan sobre esta última para desalojar al ocupante, quedando solamente los muros. La evacuación total de la ciudad se hace efectiva el 26 de abril de 1917. El 18 de octubre de 1918 (no seguro por la ausencia de testigos), los alemanes dinamitan la iglesia de San Martín antes de abandonar la ciudad. Tras la firma del armisticio, los primeros habitantes retornaron el 2 de diciembre de 1918.
En el periodo entre guerras, Hénin-Liétard se va poco a poco reconstruyendo bajo el impulso del alcalde Adolphe Charlon, que será sucesivamente reelegido hasta su dimisión en 1940. El edificio del ayuntamiento es reconstruido en 1925. La Compañía des minas de Dourges construye la iglesia de Santa María en 1928 para los mineros de la barriada Foch. La iglesia se San Martín es reconstruida en estilo greco-bizantino por el arquitecto Boutterin en 1932. La nueva estación de ferrocarril se inaugura en 1933.
Liberada por los aliados en septiembre de 1944, la ciudad es dirigida primero por comunista Nestor Calonne de mayo de 1945 a octubre de 1947. El socialista Fernand Darchicourt es elegido alcalde de Hénin-Lietard en 1953. Otro socialista, Jacques Piette le sucede. Tras el cierre del último pozo minero en octubre de 1970, Jacques Piette debe sortear la difícil transición de Hénin-Liétard desde una ciudad minera a una comercial y de servicios. Saca adelante la fusión de los municipios de Hénin-Liétard et de Beaumont-en-Artois que permite a la ciudad de dotarse de una vasta zona comercial en el sector del Bord des Eaux.
Pierre Darchicourt, hijo de Fernand Darchicourt, le remplaza en 1988.
Desde 2001, el alcalde es Gérard Dalongeville (DVG), antiguo jefe del gabinete de Pierre Darchicourt.
En las elecciones municipales de 2008, se presentaron cinco listas en la primera vuelta: la del Partido Socialista "Todos juntos por Hénin-Beaumont" en la que se presentaba Marie-Noëlle Lienemann, la del Frente Nacional "Hénin-Beaumont por vosotros” en la que se presentaban Marine Le Pen y Steeve Briois, la de la Alianza republicana "Hénin-Beaumont en el corazón" dirigida por Daniel Duquenne, la lista de la Mayoría presidencial "Juntos por Hénin-Beaumont" y la de la Liga Comunista Revolucionaria encabezada por Frédéric Fraccola.
Gérard Dalongeville fue reelegido en la segunda vuelta tras una triangular que le opuso a las listas encabezadas por Steeve Briois y Daniel Duquenne.

## Cultura y patrimonio

### Patrimonio medioambiental
Al ser una ciudad de la antigua cuenca minera del Norte-Paso de Calais, existen varias las montañas de escoria de carbón. La montaña número 84, denominada Santa Enriqueta pertenece al patrimonio histórico y paisajístico de la cuenca minera. Mientras la número 89 está inventariada únicamente por el organismo regional de protección del medio y de los parajes naturales.
Más al sur, al lado del centro comercial Noyelles de Noyelles-Godault, el lago de los Bords-des-Eaux es la única masa de agua de la ciudad. 

### Patrimonio cultural
La ciudad de Hénin-Beaumont no tiene ningún museo pero sí una sala de teatro y conciertos llamada l'Escapade, donde se organizan igualmente actividades diversas (cursos de guitarra, de danza etc.), y dos complejos de cines. El primero, que se llama Espace Lumière y situado en el centro de la ciudad, tiene tres salas y el segundo construido al lado del centro comercial Auchan de Noyelles-Godault fue primero un cine Gaumont antes de pasar a Cinéville y que posee doce salas.

### Monumentos históricos-artísticos
Iglesia de San Martín, catalogada en su totalidad, incluido el conjunto del mobiliario y decoraciones interiores (BL 835): catalogado por decreto del 21 de mayo de 2003.

## Economía
MoyPark, una importante industria agroalimentaria de productos cocinados a base de ave y de cerdo está situada en el término municipal de Hénin-Beaumont.

### Datos estadísticos
En 1999, la ciudad tenía 25 204 habitantes de los cuales el 47 % eran hombres y el 53% mujeres. El 40% de la población es activa con el 32% de los activos con un empleo y el 8% desempleado, el 10% de estudiantes y la otra mitad inactiva. Por otro lado, en 2005, el porcentaje de hombre y mujeres no ha variado pero la población crece en 1 020 habitantes, hasta un total de 25 918 habitantes, es decir, una progresión de 4,1%.

### Demografía
| 998                       | 2248 | 2462 | 2807 | 3006 | 2839 | 2993 | 3091 | 3142 | 3280 | 3850 | 4561 | 5029 | 5491 | 6546 | 7848 | 9467 | 11 984 | 14 327 | 16 016 | 17 827 | 14 035 | 21 454 | 22 631 | 21 946 | 22 552 | 23 673 | 25 527 | 25 067 | 26 405 | 26 037 | 26 257 | 25 178 | 26 031 | 25 917 |
| (Fuente: INSEE y Cassini) |      |      |      |      |      |      |      |      |      |      |      |      |      |      |      |      |        |        |        |        |        |        |        |        |        |        |        |        |        |        |        |        |        |        |

### Vida comercial
El centro de la ciudad de Hénin-Beaumont ha quedado algo abandonado debido a que el centro comercial Noyelles-Godault que se encuentra a cinco minutos aproximadamente. Sin embargo no se puede decir que el centro haya sido desertado. Se pueden contar en toda la ciudad cerca de 400 comercios.

### Vivienda
El número de familias en la ciudad era en 1999 de 9 697 y ha pasado a 10 442 en 2005 lo que representa 745 familias de más, es decir, un aumento de un 7,7%. De ellas, el 28% son unipersonales, 30% compuesta por 2, 3 o 4 miembros y finalmente 12% de familias con más de 5 miembros.

## Administración

### Educación

#### Educación Infantil
- Escuela Léon-Blum
- Escuela Bracke-Desrousseau
- Escuela Breuval
- Escuela Darcy-Michelet
- Escuela Dubreucq
- Escuela Fallières
- Escuela Lacore-Carnot
- Escuela Octave-Legrand
- Escuela Pantigny
- Escuela Jeanne-D'Arc

#### Educación Primaria
- Escuela Léon-Blum
- Escuela Bracke-Desrousseau
- Escuela Breuval
- Escuela Fallières
- Escuela Michelet Mixte
- Escuela Guy-Mollet
- Escuela Pantigny
- Escuela Jean-Jacques-Rousseau
- Escuela Saint-Louis
- Escuela Jeanne-D'Arc

### Lista cronológica de los alcaldes
| Mandato   | Alcalde               | Partido | Otros cargos                |
| --------- | --------------------- | ------- | --------------------------- |
| 2014-     | Steeve Briois         | FN      |                             |
| 2009-2014 | Daniel Duquenne       | DVG     |                             |
| 2001-2009 | Gérard Dalongeville   | DVG     |                             |
| 1989-2001 | Pierre Darchicourt    | PS      |                             |
| 1969-1989 | Jacques Piette        | PS      |                             |
| 1953-1969 | Fernand Darchicourt   | PS      | Diputado                    |
| 1945-1947 | Nestor Calonne        | PCF     |                             |
| 1944      | Julien Splingart      |         |                             |
| 1943-1944 | Calmet                |         |                             |
| 1941-1943 | J. Bridoux            |         |                             |
| 1940      | Padre Brunner         |         | Benedictino                 |
| 1919-1940 | Adolphe Charlon       | SFIO    |                             |
| 1904-1919 | Léon Pruvost          |         |                             |
| 1900-1904 | Americ Wagon          |         |                             |
| 1898-1900 | Athanase Vilain       |         |                             |
| 1896-1898 | Amédée Thelliez       |         |                             |
| 1895-1896 | Jules Hurez           |         |                             |
| 1875-1895 | Elie Gruyelle         |         |                             |
| 1871-1875 | Napoléon Demarquette  |         |                             |
| 1870-1871 | Paul Galland          |         |                             |
| 1867-1870 | Louis Dancoisne       |         |                             |
| 1852-1867 | Alexis Caullet        |         | Magistrado de Hénin-Liétard |
| 1848-1852 | Napoléon Demarquette  |         |                             |
| 1846-1848 | Caullet & Gruyelle    |         |                             |
| 1825-1846 | François Senechal     |         |                             |
| 1820-1825 | Eugène Caullet        |         | Magistrado de Hénin-Liétard |
| 1817-1820 | Platel                |         |                             |
| 1800-1817 | Pierre-Louis Marechal |         |                             |
| 1796-1800 | Bernard Dujardin      |         |                             |
| 1795-1796 | Martin Caron          |         |                             |
| 1793-1795 | Delbarre              |         |                             |
| 1791-1793 | Willox                |         |                             |
| 1790-1791 | Lamand                |         |                             |
| 1790      | Delval                |         |                             |
| 1789-1790 | Chevalier             |         |                             |

## Ciudades hermanadas
- Loudun, Polonia
- Herne, Alemania
- Wakefield, Reino Unido
- Rufisque, Senegal
- Rolling Meadows, Estados Unidos